# Tantalit
Tantalit är sedan namnändring 2002 och 2007  inget självständigt mineral utan en samlingsbeteckning för en fast lösning av oxidmineral inom ändleden tantalit-(Fe), tantalit-(Mg) och tantalit-(Mn).
Blandmineralet kan beskrivas med formeln formeln (Fe,Mg,Mn)Ta2O6 och är en oxid mellan tantal och varierad proportion av järn, magnesium och mangan.
 
•	tantalit -(Fe) (tidigare ferrotantalit): Fe2+Ta2O6

•	tantalit -(Mg) (tidigare magnesiotantalit): MgTa2O6

•	tantalit -(Mn) (tidigare manganotantalit): Mn2+Ta2O6
Tantalit bildar även fast lösning med niobmineralet columbit och kan då betecknas med formeln (Fe,Mg,Mn)(Ta,Nb)2O6. Tantalit och columbit är svåra att särskilja på yttre kännetecken. Båda utgör malmmineral för grundämnena tantal och niob och går då ofta under beteckningen coltan.

## Etymologi och historia
Tantalit har sitt namn efter sitt innehåll av grundämnet tantal. Tantal upptäcktes 1802 av Anders Gustaf Ekeberg och fick då namnet tantalum efter den grekiska gudinnan Tantalos på grund av oxidens olöslighet i syror. Columbium som hade upptäckts 1801 ansågs vara identiskt med grundämnet tantal men Heinrich Rose kunde 1844 visa att columbium till stor del innehöll ett annat ämne än tantal. Rose kallade detta ämnet för niob efter Niobe, dotter till Tantalos.

## Egenskaper
Tantalit karakteriseras av att halten tantal är större än halten niob. Beroende på halten järn och mangan indelas tantalit i tantalit-(Fe), FeTa2O6, respektive tantalit-(Mn), MnTa2O6. Densiteten minskar med ökande halt niob, men påverkas obetydligt av proportionen järn-mangan. Det finns även snarlika mineral där andra metaller än järn och mangan ingår, till exempel yttrotantalit-(Y) (Y,Ca,Fe2+)(Ta,Nb)O4 och stibiotantalit SbTaO4. 
Tantalit är ett hårt (Mohs = 6–6½) och tungt (D=6,65–8,1) blandmineral med färg från rödlätt och röd över brun till svart färg och rött, mörkbrunt eller svart streck. Blandmineralet syns opakt utom i ytterst tunna snitt.

## Separation av tantal från niob
Tantalit innehåller, förutom grundämnet tantal även en varierande halt av grundämnet niob. Dessa två grundämnen är kemiskt mycket lika och därmed svåra att separera från varandra. I tidiga metoder användes destillation av flyktiga föreningar eller fraktionerad kristallisation. I mitten av 1900-talet kom de att ersättas av metoder som bygger på vätskeextraktion. Denna princip har sedan vidareutvecklats till metoder där faserna separeras med membran.

## Förekomst
Tantalit förekommer ofta i granitpegmatiter, särskilt i sådana med albit, litiumsilkater och litium-mangan-järnfosfater. Associerade mineral är albit, mikroklin, beryll, lepidolit, muskovit, turmalin, spodumen etc. I Sverige har mineralet påträffats i till exempel Utö järngruva (Stockholms skärgård), Finnbo kvartsbrott (Falun), Varuträsk kvartsfältspatsbrott (VNV Skellefteå) och Ytterby gruva fältspatsbrott (Vaxholm). Stora tillgångar finns i Australien och Brasilien, men den största brytningen sker nu i Rwanda och Demokratiska republiken Kongo.

## Användning
Tantalit är en av de viktigaste källorna för grundämnet tantal. En stor del av förbrukningen av tantal går till kondensatorer inom elektronikindustrin. Andra användningar är i glaslinser i form av tantaloxid och i form av tantalkarbid i skärande verktyg.

## Bilder

Varianter av tantalit
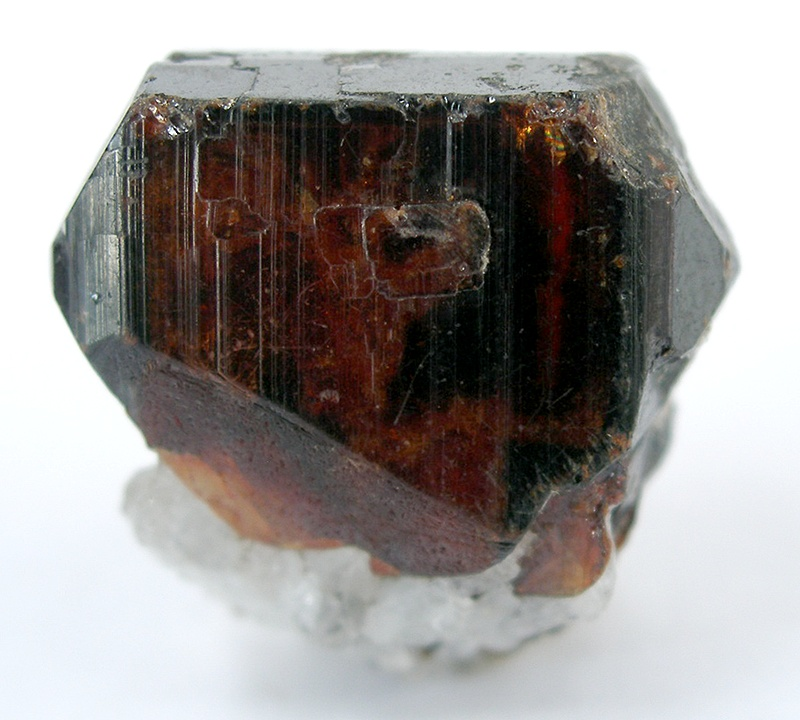
Tantalit-(Mn) (Pakistan)
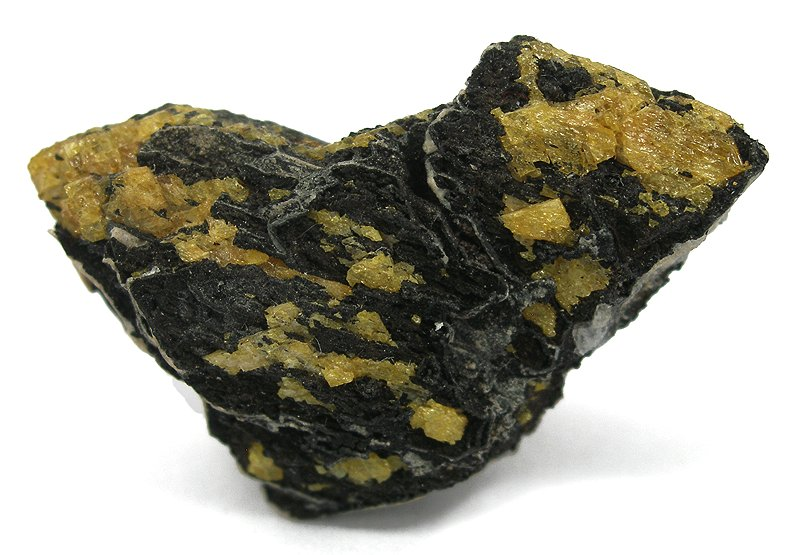
Tantalit-(Fe) och gulaktig Stibiotantalit (Kalifornien)
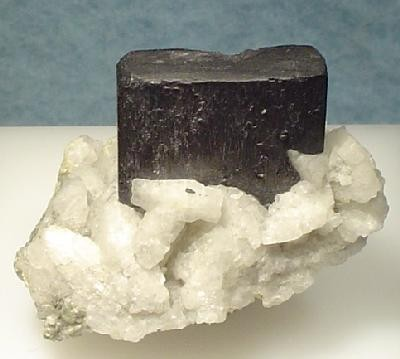
Tantalit-(Mn) i vit Albit (Afghanistan)
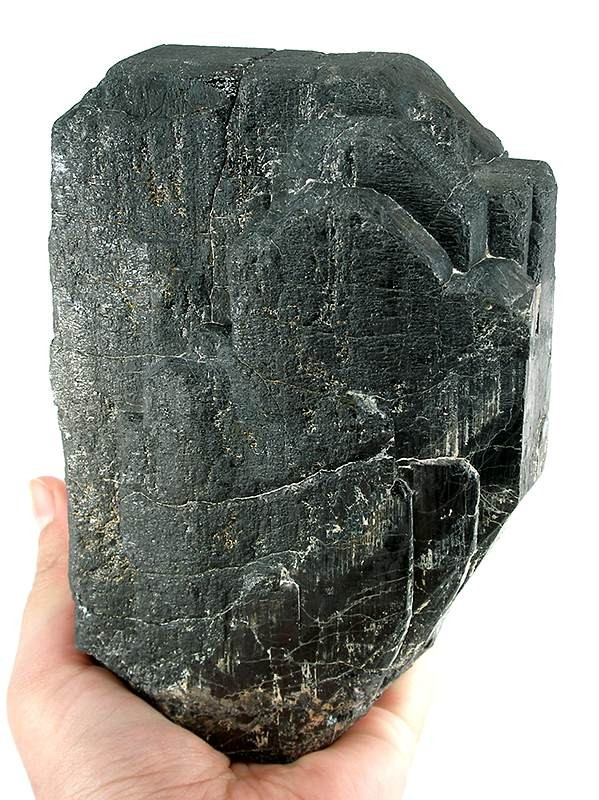
Tantalit-(Fe) (Brasilien)